# Herzogtum Benevent
Das Herzogtum Benevent (Ducato di Benevento) mit der Hauptstadt Benevent in der Region Kampanien war ein Herrschafts- und Siedlungsgebiet der Langobarden, das zwischen 571 und 1077 im Süden der Apenninhalbinsel bestand, bis es in das süditalienische Reich der Normannen eingegliedert wurde.

Das Herzogtum Benevent im 8. Jahrhundert

## Geschichte
Im Zuge der Ausbreitung der Langobarden in Nord- und Mittelitalien wurde die Stadt Benevent 571 Sitz des langobardischen dux (Herzog) Zotto, der sich weite Teile Süditaliens unterwarf. Das Herzogtum Benevent gehörte neben Friaul, Spoleto und Trient zu den größten Dukaten des Langobardenreiches.

### Dynastie des Arichis I.
Als Zotto im Frühjahr 591 starb, setzte Agilulf, der König der Langobarden, Arichis I. als dessen Nachfolger ein. In seiner Regierung war Arichis kaum weniger selbständig als sein Vorgänger Zotto, sodass die Oberhoheit des langobardischen Königs im fernen Pavia eher formal blieb, zumal Norditalien von den langobardischen Gebieten in Mittel- und Süditalien weiterhin durch oströmisches Gebiet (siehe Byzantinischer Korridor) getrennt war.
Sein Dukat umfasste zunächst die alten italischen Provinzen Samnium und Apulia. Vom Oströmischen Reich, das sich im Süden nur in einigen Küstengebieten halten konnte, eroberte Arichis weitere Gebiete in Kampanien, Lukanien und Bruttium. Die Grenzen des Herzogtums Benevent können nur vage angegeben werden. Im Norden folgten sie etwa den Flüssen Garigliano und Liri, dem Fuciner See und dem Fluss Pescara. Im Süden blieben die Gebiete südöstlich der Linie Cosenza – Rossano und der „Absatz“ Italiens oströmisch. In seinen späteren Jahren bemühte sich Arichis um die Etablierung seiner Herrschaft und um den Ausgleich mit den Katholiken. Er bewahrte ein so großes Maß an Eigenständigkeit, dass die Einsetzung eines Nachfolgers für ihn durch den König nicht mehr in Frage kam, sondern sich die Erblichkeit durchsetzte: Als Arichis 641 starb, folgte ihm sein Sohn Ajo I. nach. Ajo fiel 642 bei Siponto bei dem Versuch, slawische Plünderer, die an der Küste gelandet waren, zu vertreiben.

### Dynastie des Grimoald
Daraufhin wurde Raduald, wohl mit Zustimmung des Langobardenkönigs Rothari, Ajos Nachfolger. Im Jahr 647 folgte Grimoald seinem verstorbenen Bruder Raduald als Herzog nach. Grimoald besiegte oströmische Truppen, die in das Heiligtum des Erzengels Michael am Mons Garganus (Gargano) eingedrungen waren. Im Jahr 662 ermordete Grimoald König Godepert, vertrieb König Perctarit und bestieg selbst den Thron. Romuald I., sein Sohn und Nachfolger als dux, konnte 662 mit der Unterstützung seines Vaters eine Invasion des oströmischen Kaisers Konstans II. abwehren. Romuald gab die katholikenfeindliche Politik seiner Vorgänger auf und seine Frau Theuderada war bei der Missionierung der arianischen Langobarden sehr erfolgreich.
Alzeco (auch Alzek), ein Chagan (Fürst) oder dux der Protobulgaren, zog 667 nach Oberitalien, nachdem es dort zu einem Einfall der Awaren in den Dukat von Friaul gekommen war, und gelangte mit seinem Gefolge friedlich nach Benevent, wo er von König Grimoald und dux Romuald I. angesiedelt wurde. In den 680er-Jahren eroberte Romuald oströmische Gebiete Süditaliens. Als er 687 starb, wurde Grimoald II. sein Nachfolger als dux. Dessen Herrschaft verlief offenbar ohne nennenswerte Ereignisse. Gisulf I. (689–706) eroberte einige Gebiete in Latium hinzu. Die Feldzüge seines Sohnes Romuald II. (706–731/732) waren ohne dauerhaften Erfolg.
Als Romuald II. 731 oder 732 starb, entbrannte ein Nachfolgestreit, in dem sich der Usurpator Audelahis zunächst gegen Gisulf II., der noch ein kleines Kind war, durchsetzte. Er regierte zwei Jahre, bevor er von Anhängern Gisulfs gestürzt wurde. König Liutprand, der in die Auseinandersetzungen eingegriffen hatte, setzte seinen eigenen Neffen Gregorius als dux ein.
Diesem folgte Godescalcus ohne Einwilligung des Königs nach. Godescalc wurde 742 von den Beneventanern auf der Flucht getötet und König Liutprand setzte seinen Neffen Gisulf II. als dux ein.
Nachfolger Gisulfs wurde im Jahr 751 sein Sohn Liutprand. Nachdem König Aistulf 756 gestorben war, brach zwischen dessen Bruder Ratchis und Desiderius ein Nachfolgestreit aus. Der Dukat Benevent nutzte diese Schwäche des Königtums aus und wurde wieder autonom, doch 758 floh Liutprand vor König Desiderius ins oströmische Otranto und dieser setzte seinen Schwiegersohn Arichis II. in dessen Amt ein.

### Dynastie des Arichis II.
Nach der Eroberung des Langobardenreiches im Jahr 774 durch Karl den Großen schloss Arichis II. mit diesem ein Bündnis, das die fränkische Oberhoheit formell anerkannte. Doch blieb der Dukat Benevent unter Arichis II., der den Titel princeps annahm und seit 774 mit königsgleicher Macht regierte, selbständig. Unter seinem Sohn Grimoald III. (788–806) erfolgte ein Wechsel von einer pro-fränkischen zur pro-oströmischen Politik.

Italien um das Jahr 1000

### Weitere Entwicklung
In der Folgezeit geriet Benevent wiederholt in Abhängigkeit von den Franken und den römisch-deutschen Kaisern. Im Zusammenhang mit der arabischen Eroberung Süditaliens 840 wurde Benevent für einige Jahre von den Muslimen besetzt. Daraufhin wurde das nunmehrige Fürstentum in zwei, 850 in die drei Einzelgebiete Benevent, Salerno und Capua geteilt, die alle als Fürstentümer (principatus) bestanden.
1047 fiel Benevent in die Hände normannischer Eroberer, ausgenommen die Stadt Benevent, die Kaiser Heinrich III. 1053 Papst Leo IX. zum Ausgleich einiger abgetretener Feudalrechte auf das Bistum Bamberg überließ.
1418 kam Benevent an das Königreich Neapel, aber Ferdinand I. (Neapel) gab es an Papst Alexander VI. zurück, der es seinem zweitältesten Sohn, Juan Borgia, im Juni 1497 als Herzogtum verlieh, doch wurde dieser nur wenige Tage später ermordet.
Als 1668 Benevent durch ein Erdbeben fast völlig zerstört worden war, ließ der damalige Erzbischof Pietro Francesco Orsini (der spätere Papst Benedikt XIII.) einen großen Teil der Stadt aus seinem Privatvermögen wieder aufbauen. Die Härte des Papstes Clemens XIII. gegen den Infanten Philipp von Parma veranlasste die Neapolitaner 1761 zur Besetzung Benevents, das aber 1774 an Clemens XIV. zurückgegeben wurde.
Die Franzosen eroberten Benevent 1798 und verkauften es an Neapel. Der Kardinal Fabrizio Dionigi Ruffo zerstreute 1799 in einer Schlacht bei Benevent die Truppen der Parthenopäischen Republik. 1806 schenkte Napoleon I. Benevent als Fürstentum seinem Minister Talleyrand, der den Titel eines Fürsten von Benevent annahm. 
1815 wurde Benevent nach der Niederlage des von Napoleon eingesetzten und wieder zurückgekehrten Königs Joachim Murat von Neapel wieder an den Kirchenstaat zurückgegeben. Der König von Neapel behielt sich nur einige Hoheitsrechte vor, wie die Regalien des Tabak- und Salzverkaufs und des Post- und Zollwesens. Seit der Teilannexion des Kirchenstaats und des Königreichs Neapel 1860 gehörte Benevent zum neu entstandenen Königreich Italien.

## Herzöge von Benevent
- 571–591 Zotto
- 591–641 Arichis I.
- 641–642 Ajo I.
- 642–647 Raduald
- 647–662 Grimoald I.
- 662–687 Romuald I.
- 687–689 Grimoald II.
- 689–706 Gisulf I.
- 706–731 Romuald II.
- 731–732 Audelahis
- 732–732 Gisulf II.
- 732–739 Gregorius
- 739–742 Godescalcus
- 742–751 Gisulf II. (erneut)
- 751–758 Liutprand
- 758–787 Arichis II. (774 Princeps der Langobarden im Süden)
- 787–788 Adelperga (als Regentin)
- 788–806 Grimoald III.
- 806–817 Grimoald IV.
- 817–832 Siko von Aurenza
- 832–839 Sikard
- 839–851 Radelchis I.
- 851–854 Radelgar
- 854–878 Adelchis
- 878–881 Gaideris
- 881–884 Radelchis II. († 900)
- 884–890 Ajo II.
- 890–891 Orso
- 895–897 Guido (Herzog von Spoleto † 898)
- 897 Peter, Bischof von Benevent und Regent
- 897–900 Radelchis II. (erneut)
- 900–910 Atenulf I.
- 910–943 Landulf I. gemeinsam mit
- 911–940 Atenulf II. gemeinsam mit
- 933–943 Atenulf III. Carinola
- 940–961 Landulf II. gemeinsam mit
- 943–959 Pandulf I. Eisenkopf (Herzog von Spoleto 967)
- 959–968 Landulf III. gemeinsam mit
- 961–981 Pandulf I. Eisenkopf (erneut) gemeinsam mit
- 968–981 Landulf IV. (siehe auch Salerno)
- 981–1014 Pandulf II. gemeinsam mit
- 987–1033 Landulf V.
- 1012–1053 Pandulf III. († 1059)
- 1038–1053 Landulf VI. († 1077)

## Fürsten von Benevent unter päpstlicher Oberhoheit
- 1053–1054 Rudolf
- 1054–1059 Pandulf III. (erneut), gemeinsam mit
- 1054–1077 Landulf VI. (erneut), gemeinsam mit
- 1056–1074 Pandulf IV.
- 1147–1148 Petrus von S. Maria in Via (auf Betreiben von Papst Eugen III.)[21]
- 1152 Subdiakon Johannes (auf Betreiben von Papst Eugen III.)[21]

## Königreich Neapel
- 1385–1401 Raimondo Orsini del Balzo

## Koalitionskriege
- 1806–1815 Charles-Maurice de Talleyrand-Périgord